# Транс (психологія)
Транс (від англ. trance — екстаз) — це змінений функціональний стан центральної нервової системи, зі сприйняття та оброблення будь-яких видів інформації (особливий стан зміненої свідомості, що характеризується посиленою центральною свідомістю та пригніченою периферійною; сомнамбулічний стан потьмареної свідомості при певній активності). Найчастіше про нього говорять як про щось паранормальне, надприродне, про стан, до якого можна прийти тільки за допомогою зовнішніх впливів. У легкому трансі ми перебуваємо досить часто. Трансові стани вивчаються досить давно і давно використовуються: у терапевтичних цілях, як спосіб вирішення проблем, можливість зміни життя, у тому числі, щоб позбутись негативної інформації з біополя людини, лікування захворювань.
Людина також перебуває в стані трансу, коли робить циклічні дії (йде, біжить, керує авто, їде у громадському транспорті, їсть, миється, в'яже…), тобто виконує дії, які не вимагають обдумування, відбуваються механічно. Людина може увійти в транс ще й тоді, коли вона чимось надто зайнята й перестає реагувати на навколишнє середовище.

## Дія трансу
Транс, як природний прояв, має сприятливу дію на людину, коли вона перебуває в стані стресу. У цьому випадку транс сприяє досить швидкому виходу організму зі стресової ситуації. Зазвичай це відбувається не у всіх, адже у тих, хто вживає багато збуджувальних речовин, як-от кава, різні енергетичні напої, цигарки тощо, нервова система постійно перебуває в збудженому стані, що блокує процеси гальмування і, як наслідок, робить неможливою природну релаксацію організму, яка є невіддільною частиною трансового стану.
Транс також сприяє можливості обдумування інформації, і реалізації її в дійсності. Ви, можливо, часто спостерігали за собою такі ситуації, коли у вашій голові раптом, з незрозумілих для вас причин, виникає думка чи ідея, яка може змінити ваше життя або допомогти вийти з якогось становища, з якого ви не бачили виходу, або допомагає створити щось нове — твір мистецтва, якийсь винахід тощо, або коли ви передчували різноманітні варіанти вирішення ситуації, її обдумування з різних сторін, точок зору. Це виникає завдяки покращенню центральної свідомості через транс, у якому ви перебуваєте, виконуючи, наприклад, циклічну дію.